# Bantanges
Bantanges är en kommun i departementet Saône-et-Loire i regionen Bourgogne-Franche-Comté i östra Frankrike. Kommunen ligger i kantonen Montpont-en-Bresse som tillhör arrondissementet Louhans. År 2022 hade Bantanges 566 invånare.

## Befolkningsutveckling
Antalet invånare i kommunen Bantanges
| Referens: INSEE |